# Long Beach Grand Prix 2006
Long Beach Grand Prix 2006 var säsongspremiär för Champ Car 2006. Racet kördes den 9 april på Long Beach gator. Sébastien Bourdais började sin jakt på en tredje raka titel på bästa tänkbara vis, och tog både pole position, satte snabbaste varv och vann racet. Bakom Bourdais nådde Justin Wilson och Alex Tagliani pallplatser.

## Slutresultat
| Plats | Förare             | Team                | Grid | Kvaltid  |
| ----- | ------------------ | ------------------- | ---- | -------- |
| 1     | Sébastien Bourdais | Newman/Haas Racing  | 1    | 1.06,886 |
| 2     | Justin Wilson      | RuSPORT             | 2    | 1.07,208 |
| 3     | Alex Tagliani      | Team Australia      | 7    | 1.07,717 |
| 4     | Mario Domínguez    | Forsythe Racing     | 5    | 1.07,301 |
| 5     | Cristiano da Matta | Dale Coyne Racing   | 10   | 1.07,982 |
| 6     | Andrew Ranger      | Conquest Racing     | 16   | 1.08,855 |
| 7     | Jan Heylen         | Dale Coyne Racing   | 14   | 1.08,641 |
| 8     | Katherine Legge    | PKV Racing          | 17   | 1.09,254 |
| 9     | Will Power         | Team Australia      | 9    | 1.07,965 |
| 10    | Antônio Pizzonia   | Rocketsports Racing | 11   | 1.08,242 |
| 11    | Dan Clarke         | HVM Racing          | 13   | 1.08,410 |
| 12    | Charles Zwolsman   | Conquest Racing     | 18   | 1.09,554 |
| 13    | Nelson Philippe    | HVM Racing          | 15   | 1.08,647 |
| 14    | Jimmy Vasser       | PKV Racing          | 12   | 1.08,246 |
| 15    | Bruno Junqueira    | Newman/Haas Racing  | 3    | 1.07,225 |
| 16    | A.J. Allmendinger  | RuSPORT             | 4    | 1.07,249 |
| 17    | Paul Tracy         | Forsythe Racing     | 6    | 1.07,408 |
| 18    | Oriol Servià       | PKV Racing          | 8    | 1.07,869 |